# Cranioleuca subcristata
Rabo-espinhoso-venezuelano ou arredio-de-penacho (Cranioleuca subcristata) é uma espécie de ave da família Furnariidae.
Pode ser encontrada nos seguintes países: Colômbia e Venezuela.
Os seus habitats naturais são: florestas subtropicais ou tropicais húmidas de baixa altitude e regiões subtropicais ou tropicais húmidas de alta altitude.